# بريسيلا بيرد
بريسيلا بيرد (بالإنجليزية: Priscilla Baird)‏ هي مُدرسة أمريكية، ولدت في 1828 في مقاطعة شيلبي في الولايات المتحدة، وتوفيت في 13 أكتوبر 1904 في دنفر في الولايات المتحدة.